# Henry Kellett
Sir Henry Kellett KCB (Clonabody, Tipperary, Irlanda, 2 de novembre de 1806 – Clonabody, 1 de març de 1875) fou un oficial naval i explorador britànic.
És conegut per haver pres part en dues de les expedicions de rescat de l'expedició perduda de Franklin i per haver ajudat als membres del HMS Investigator, els primers homes a fer la travessa del Pas del Nord-oest.

## Biografia
Kellett s'integrà a la Royal Navy el 1822. Passà cinc anys a les Antilles, per tot seguit passar a formar part dels vaixells d'estudi de William Fitzwilliam Owen a l'Àfrica, i com a segon a bord del HMS Sulphur, sota les ordres d'Edward Belcher a les Índies Orientals i en la Guerra de l'Opi contra la Xina.
El 1845 fou nomenat capità de la fragata HMS Herald, per fer treballs a la costa del Pacífic de Centreamèrica. El vaixell fou reassignat el 1848 per unir-se a la recerca de l'expedició perduda de Sir John Franklin. Durant aquest viatge navegà per l'estret de Bering a través del mar dels Txuktxis, tot descobrint l'illa Herald. Kellett desembarcà en ella i li posà aquest nom en honor del seu vaixell. També albirà l'illa de Wrangel, en l'horitzó occidental. Tornà a Anglaterra el 1851, després de sis anys d'absència.
La primavera de 1852 tornà a l'Àrtida, en incorporar-se com a segon del HMS Resolute, dirigit pel seu antic capità Edward Belcher, el qual tenia ordres de buscar Franklin a la zona de l'estret de Lancaster. Belcher envià el HMS Resolute, amb Kellet, i el HMS Intrepid, capitanejat per Francis Leopold McClintock a la zona de l'illa de Melville, per buscar Franklin i ajudar la gent del HMS Investigator, capitanejat per Robert McClure, que es creia que estaven per aquella zona. No trobaren a Franklin però un dels seus homes, el tinent Bedford Pim, va fer una travessa en trineu de 160 milles i contactà amb McClure. Passaren un altre hivern atrapats pel gel de l'estret de Barrow. L'estiu de 1854, Belcher ordenà abandonar tots els vaixells, fent cas omís de les objeccions de Kellett. Quatre dels cinc vaixells (els HMS Resolute, Pioneer, Assistance i Intrepid) quedaren abandonats i les tripulacions tornaren cap a casa en vaixells de transport que els esperaven a l'illa de Beechey. Arribaren a Anglaterra la tardor de 1854.
Posteriorment ostentà càrrecs a les Índies occidentals i a la Xina. Es retirà el 1871.

## Llegat
Nombrosos indrets de Hong Kong duen el nom en record seu: illa de Kellett, badia de Kellett i Mont Kellett.